# Municipio de Harrison (condado de Bedford)
El municipio de Harrison (en inglés: Harrison Township) es un municipio ubicado en el condado de Bedford en el estado estadounidense de Pensilvania. En el año 2000 tenía una población de 1.007 habitantes y una densidad poblacional de 10.3 personas por km².

## Geografía
El municipio de Harrison se encuentra ubicado en las coordenadas 39°57′12″N 78°37′55″O / 39.95333, -78.63194.

## Demografía
Según la Oficina del Censo en 2000 los ingresos medios por hogar en la localidad eran de $35,000 y los ingresos medios por familia eran $37,552. Los hombres tenían unos ingresos medios de $27,237 frente a los $19,875 para las mujeres. La renta per cápita para la localidad era de $16,182. Alrededor del 7,3% de la población estaban por debajo del umbral de pobreza.